# Extol
Az Extol norvég keresztény metal együttes. 1994-ben alakult Bekkestua városában.

## Története
Az Extol a metal műfaj különböző ágaiban játszik (progresszív metal, death metal, black metal, thrash metal). David Husvik dobos és Christer Espevoll gitáros alapították. Hozzájuk csatlakozott Christer testvére, Peter Espevoll, aki az énekesi posztot tölti be. Eystein Holm basszusgitáros 1994-ben csatlakozott az Extolhoz. 1995-ben Emil Nikolaisen (a Royal-ból) került az Extolba. Először 1996 januárjában tűntek fel, egy norvég metalegyüttesek dalait tartalmazó kiadványon. 1997-ben kiadtak egy demólemezt. Első nagylemezük 1998-ban jelent meg. Zenei hatásuknak több együttest és eladót megjelöltek, kezdve az A-ha-tól a Metallicán át egészen a Steely Dan-ig. Korábban több keresztény jellegű együttest (pl. Mortification, Tourniquet, Believer, Galactic Cowboys) illetve a Death, Meshuggah, Rush zenekarokat is megjelölték hatásuknak. 2005-ös "The Blueprint Divine" albumukat Spellemannprisen díjra jelölték. 2007-ben szünetet tartottak (hiatus), majd 2012-ben újra összeálltak. 2015-ben dokumentumfilm készült az Extol-ról. Ole Barud 2017-ben új együttest alapított, Fleshkiller néven.

## Tagok
- Peter Espevoll – ének (1993–2007, 2012–)
- Ole Barud – gitár, ének, furulya (1996–1999, 2012–)
- David Husvik – dob (1993–2007, 2012–)

## Korábbi tagok
- Eystein Holm – basszusgitár (1994–1999)
- Emil Nikolaisen – gitár (1995–1996)
- Christer Espevoll – gitár (1993–2004)
- Tor Magne Glidje – basszusgitár (1999–2001), gitár (2003–2007)
- John Robert Mjaland – basszusgitár (2001–2007)
- Ole Harvard Sveen – gitár (2004–2007)

## Diszkográfia
- Burial (1998)
- Undeceived (2000)
- Synergy (2003)
- The Blueprint Divine (2005)
- Extol (2013)

## Egyéb kiadványok
- Northern Lights / Norwegian Metal Compilation (közreműködés, 1996)
- Embraced (demó, 1997)
- Mesmerised (EP, 1999)
- Paralysis (EP, 2001)
- Of Light and Shade (dokumentumfilm, 2015)